# Station Treptower Park
Het station Treptower Park is een treinstation in het Berlijnse stadsdeel Alt-Treptow. Het is een kruisingsstation tussen de Ringbahn en de spoorlijn Berlin Warschauer Straße–Königs Wusterhausen. Het station wordt bediend door de S-Bahn. 
Het station bevindt zich ten westen van het Treptower Park. 

## Geschiedenis
Het station werd op 1 februari 1875 in gebruik genomen als Bahnhof Treptow. Vanaf 1928 was het spoornetwerk hier geëlektrificeerd. Op 3 oktober 1937 werd de huidige naam van het station aangenomen. Tijdens de Tweede Wereldoorlog werd het ontvangstgebouw verwoest en raakten de nabijgelegen spoorwegbruggen beschadigd. Het treinverkeer lag stil van april 1945 tot juni van dat jaar. Door de bouw van de Berlijnse Muur in 1961 werd de vebinding met West-Berlijn onderbroken. 